# 川倉站
川倉站（日语：／ Kawakura eki */?）是位於青森縣五所川原市金木町川倉字林下，屬於津輕鐵道的津輕鐵道線車站。

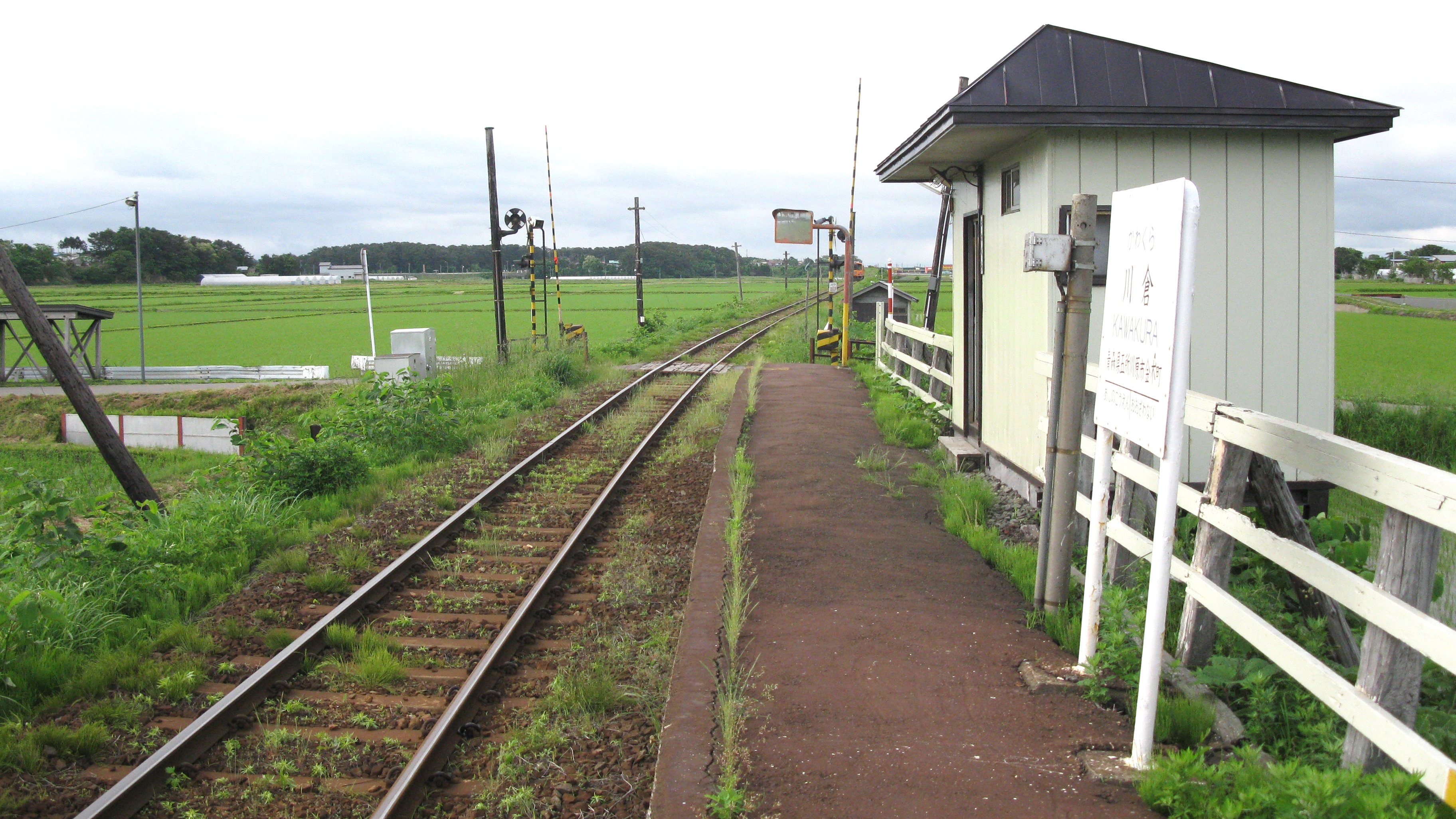
候車室與月台(2011年6月)

## 歷史
- 1932年（昭和7年）4月24日 - 車站啟用[1]。
- 1941年（昭和16年）8月1日 - 車站暫停使用[2]。
- 1955年（昭和30年）10月20日 - 車站重開。

## 車站構造
本站是地面車站，設有1面1線的單式月台。此站是無人車站，站內設有候車室。

## 使用狀況
| 1日上下車人次變化 | 1日上下車人次變化 |
| 年度              | 1日平均人次       |
| ----------------- | ----------------- |
| 2011年            | 4                 |
| 2012年            | 5                 |
| 2013年            | 3                 |
| 2014年            | 5                 |
| 2015年            | 6                 |

## 車站周邊
- 國道339號（日语：国道339号）

## 相鄰車站
津輕鐵道
津輕鐵道線（部分列車通過此站）
蘆野公園－川倉－大澤內

## 注腳
1. ↑  『鉄道停車場一覧 昭和9年12月15日現在』（國立國會圖書館數碼化收藏）
2. ↑  《金木郷土史》91頁「金木町之現況」
3. ↑  国土数値情報(駅別乗降客数データ)  （页面存档备份，存于）（日語） - 國土交通省，2019年7月4日參閲

## 外部連結
- 津輕鐵道株式會社 各站資訊 （页面存档备份，存于）（日語）